# روز پیروزی در اروپا

روز پیروزی در اروپا (به انگلیسی: V-E Day) پایان جنگ جهانی دوم. ۸ مه ۱۹۴۵
تاریخی که نیروهای متفقین در جنگ جهانی دوم رسماً تسلیم بدون قید و شرط آلمان را پذیرفتند و پایان رایش سوم آدولف هیتلر.
روز پیروزی در ۸ ماه مه در سراسر کشورهای اروپای غربی جشن گرفته می‌شود. چندین کشور هر ساله این روز را تعطیلات عمومی در نظر گرفته‌اند و به نامهای مختلف از جمله روز پیروزی بر فاشیسم، روز آزادی یا به سادگی روز پیروزی خوانده می‌شود.
روسیه، بلاروس و صربستان نیز مانند ۹ کشور بلوک شوروی سابق ۹ ماه مه را جشن می‌گیرند. اسرائیل همچنین به دلیل وجود تعداد زیادی از مهاجران از اتحاد جماهیر شوروی، هرچند که این یک تعطیلات عمومی نیست، روز پیروزی را در ۹ ماه مه به رسمیت می‌شناسد. اصطلاح روز پیروزی از اوایل سپتامبر ۱۹۴۴ در حالی که مردم در  انتظار پیروزی بودند به کار برده می‌شد.
قرارداد تسلیم در ۷ مه ۱۹۴۵ امضا شد و تصریح کرد که تمام خصومت‌ها باید در ساعت ۲۳:۰۱ (به وقت اروپای مرکزی) در ۸ مه ۱۹۴۵، فقط یک ساعت قبل از نیمه شب متوقف شود. از آنجا که این زمان در اتحاد جماهیر شوروی ۹ ماه مه بود، اکثر ایالت‌های اتحاد جماهیر شوروی از جمله روسیه، ۹ ماه مه را به عنوان روز پیروزی جشن گرفتند.
روز پیروزی بر ژاپن